# George Graham (piłkarz)
George Graham (ur. 30 listopada 1944 w Glasgow) – szkocki piłkarz, reprezentant swojego kraju, później także trener piłkarski, który zasłynął z prowadzenia Arsenalu Londyn w latach 1986–1995.

## Kariera piłkarska
W wieku 17 lat opuścił rodzinną Szkocję i przeniósł się do angielskiego Birmingham, by podpisać pierwszy w życiu profesjonalny kontrakt z miejscową Aston Villą. Od tej pory napastnik długo grał w klubach ze ścisłej czołówki First Division. Z Villa Park przeniósł się do Chelsea, następnie przez sześć lat reprezentował barwy lokalnego rywala The Blues, Arsenalu (wraz z nim wygrał Puchar Miast Targowych, FA Cup oraz rywalizację w lidze), by w 1972 trafić do Manchesteru United. Po spadku z najwyższej dywizji, przeniósł się do Portsmouth F.C., przygodę z futbolem zakończył zaś w 1977 roku w Crystal Palace. Karierę na krótko wznowił rok później – grał wówczas w klubie z ligi amerykańskiej, odpowiedniku dzisiejszej Major League Soccer, California Surf.
W latach 1971–1973 zaliczył 12 występów w szkockiej kadrze i zdobył dlań 3 bramki.

## Kariera szkoleniowa
Po zakończeniu kariery był jednym z pomocników trenerów Crystal Palace oraz Queens Park Rangers. W wieku 38 lat, w grudniu 1982 podjął pierwszą samodzielną pracę szkoleniową i przejął obowiązki menedżera słabo spisującego się w Third Division (angielskim odpowiedniku polskiej trzeciej ligi), Millwall. Udało mu się wyprowadzić klub z kryzysu. W swoim pierwszym sezonie z łatwością uniknął degradacji, w drugim – zajął miejsce w środku stawki, zaś w trzecim – niespodziewanie wywalczył awans. W ostatecznym rozrachunku zajął drugie miejsce w tabeli, ustępując jedynie Bradford City. Powrót do drugoligowych rozgrywek był dosyć udany – podopieczni Grahama uplasowali się na dziewiątym miejscu w tabeli końcowej. Po zakończeniu sezonu nie zdecydował się na parafowanie nowego kontraktu, uznał, że jego czas na The Den dobiegł końca. Zbudował bardzo dobrą drużynę bez wielkich gwiazd, należyty efekt osiągnął przez wpojenie swoim graczom żelaznej dyscypliny taktycznej, której podstawą była gra w defensywie. W okresie jego pierwszej poważnej posady menedżerskiej, trzon prowadzonej przez niego drużyny stanowili: Teddy Sheringham, Keith Stevens, John Fashanu, Les Briley, Ian Dawes oraz Alan McLeary.
14 maja 1986 roku Graham, którego talent trenerski zaczęto doceniać, powrócił na Highbury, tym razem w roli opiekuna pierwszej drużyny. Wraz z objęciem przez niego posady rozpoczęły się czasy, w których Arsenal słynął z doskonale dopracowanej gry w defensywie (opartej na pułapce ofsajdowej, która nie była wówczas zanadto eksploatowana przez kluby). Grze prowadzonym przezeń Kanonierów często towarzyszyła znana na Wyspach przyśpiewka: Boring, boring, boring Arsenal (Nudny, nudny, nudny Arsenal). Żelaznej konsekwencji wpojonej zawodnikom przez bossa, zawodnicy zawdzięczają jednak szereg różnych trofeów w ciągu najbliższych ośmiu lat: Carling Cup z 1987 i 1993, FA Cup z 1993, dwa mistrzostwa Anglii (1989 i 1991) oraz Puchar Zdobywców Pucharów z 1994 roku. Ostatni z wymienionych sukcesów prowadzeni przez niego gracze odnieśli po zwycięstwie 1:0 nad włoską Parmą na stadionie Parken w Kopenhadze. Po pasmie sukcesów przyszedł jednak spory kryzys, w wyniku którego Arsenal zajmował miejsce w dolnej części tabeli. Kiedy na jaw wyszedł fakt przyjęcia sporej korzyści majątkowej na boku (425 tysięcy funtów) od norweskiego agenta Rune Hauge za podpisanie kontraktu z jego dwoma duńskimi podopiecznymi, Pålem Lydersenem i Johnem „Faxe” Jensenem, działacze stracili cierpliwość do szefa stołecznej drużyny i zdecydowali się na rozwiązanie wiążącej go umowy. Za kadencji trenera dla utytułowanego stołecznego klubu grali między innymi: David O’Leary, Graham Rix, Martin Keown, Tony Adams, Viv Anderson, Paul Davis, Kenny Sansom, Charlie Nicholas, Steve Williams, John Lukić, Martin Hayes, David Rocastle oraz gracze sprowadzeni bezpośrednio przez niego jak: Paul Merson, Lee Dixon, Nigel Winterburn, Anders Limpar, David Seaman, Ian Wright, Ray Parlour, Alan Smith, Michael Thomas, Steve Bould oraz Kevin Campbell.
Po rocznym zawieszeniu, jakie nałożyła na niego angielska federacja, wrócił do zawodu, co wzbudziło wiele kontrowersji. We wrześniu 1996 roku objął stanowisko szefa Leeds United. Jego taktyka pozostała niezmieniona, szkoleni przez niego zawodnicy bardzo dobrze wypełniali jego polecenia gry ultradefensywnej, czego efektem była jedna z najniższych w lidze liczba straconych bramek – jednak piłkarze z Elland Road tylko 28 razy trafiali do siatki przeciwników... Efektem pomysłu na grę Grahama było dziesiąte miejsce w tabeli. W następnym sezonie było już znacznie lepiej i razem z Martynem, Hartem, Woodgatem, Radebe, Kewellem, Bowyerem, Smithem oraz Hasselbainkiem udało się sięgnąć po piąte miejsce w ostatecznej klasyfikacji, premiowane startem w przyszłorocznej edycji Pucharu UEFA.
Po dwuletnim pobycie w Leeds, Graham zdecydował się na powrót do miasta położonego nad Tamizą. Tym razem powierzono mu graczy Tottenhamu Hotspur. Jego jedynym sukcesem z Kogutami było poprowadzenie ich do zwycięstwa w Pucharze Ligi, po zwycięstwie nad Leicesterem City. W Premier League trenowani przez niego gracze spisywali się jednak przeciętnie, zajmując miejsca w środku tabeli. W marcu 2001 roku został wyrzucony przez nowego prezesa, Daniela Levy’ego. Do zawodu już nie wrócił. Aktualnie zajmuje się komentowaniem spotkań dla stacji telewizyjnej Sky Sports.